# Sumpf-Kreuzblume
Die Sumpf-Kreuzblume (Polygala amarella), auch Sumpf-Kreuzblümchen genannt, ist eine Pflanzenart aus der Familie der Kreuzblumengewächse (Polygalaceae).

## Beschreibung
Bei der Sumpf-Kreuzblume handelt es sich um eine sommergrüne, ausdauernde, krautige Pflanze, die meist Wuchshöhen zwischen 5 und 20 cm erreicht. Alle Pflanzenteile sind  von bitterem Geschmack.  Der aufrechte oder aufsteigende Stängel besitzt am Grunde eine deutliche Blattrosette. Die Grundblätter sind spatelig-verkehrt-eiförmig oder auch lineal-lanzettlich. Die oberen Stängelblätter sind kleiner und länglich verkehrt-eiförmig bis lineal-lanzettlich.
Der Blütenstand kann mehr oder weniger locker bis hin zu dicht sein. Die Blüten sind zygomorph. Sie meist kräftig blau oder violett gefärbt, selten auch ganz weiß. Sie sind etwa 2 bis 3,5 mm lang und besitzen ein relativ wenig gelapptes Anhängsel. Die äußeren Kelchblätter stehen zur Blütezeit nach schräg vorwärts ab. Das Sumpf-Kreuzblümchen blüht vorwiegend von April bis Juni, es kann seltener jedoch auch noch bis in den August hinein blühend zu finden sein.
Die 1,5 bis 2,1 Millimeter langen Samen besitzen nur kurze Borsten.
Die Chromosomenzahl beträgt 2n = 34.

## Ökologie
Die Sumpf-Kreuzblume ist ein Chamaephyt oder Hemikryptophyt und eine Halbrosettenpflanze mit bleibender Rosette. Die Ausbreitung der Diasporen erfolgt beispielsweise durch die Schwarze Wegameise (Lasius niger).

## Vorkommen
Das Verbreitungsgebiet der Sumpf-Kreuzblume erstreckt sich vom gemäßigten Europa über den Balkan bis nach Mittel- und Südrussland. Polygala amarella ist im südlichen und mittleren Teil Deutschlands verbreitet und meist häufig zu finden; darüber hinaus fehlt sie jedoch in der Regel. In Österreich findet man diese Art zerstreut. In der Schweiz kommt sie häufig vor.
Die Sumpf-Kreuzblume wächst in Feuchtwiesen und Kleinseggensümpfen. Seinem deutschen Trivialnamen Sumpf-Kreuzblume zum Trotz kommt es aber auch auf Halbtrockenrasen und verwandten Gesellschaften vor. Das Sumpf-Kreuzblümchen bevorzugt wechselfeuchte, kalkreiche Substrate. Die Sumpf-Kreuzblume die Charakterart der Kalkmagerrasen und auch in kalkreichen Nasswiesen und Quellfluren zu finden. In den Allgäuer Alpen steigt sie in Tiroler Teil an der Schneidspitze bis zu einer Höhenlage von 2000 Metern auf.
Die ökologischen Zeigerwerte nach Landolt et al. 2010 sind in der Schweiz: Feuchtezahl F = 3+w+ (feucht aber stark wechselnd), Lichtzahl L = 4 (hell), Reaktionszahl R = 4 (neutral bis basisch), Temperaturzahl T = 3 (montan), Nährstoffzahl N = 2 (nährstoffarm), Kontinentalitätszahl K = 3 (subozeanisch bis subkontinental).

## Systematik
Die Erstveröffentlichung von Polygala amarella erfolgte durch Heinrich Johann Nepomuk von Crantz. Ein Synonym von Polygala amarella Crantz ist Polygala amara auct.
Polygala amarella ist sehr formenreich. Teilweise werden Unterarten oder Varietäten unterschieden. Zurzeit werden in Mitteleuropa drei Sippen abgetrennt, deren Bedeutung noch geklärt werden muss:
- Polygala amarella var. orbicularis, die sich vor allem durch kreisrunde Kapseln vom Typus unterscheidet, sowie
- Polygala austriaca Crantz (= Polygala amarella subsp. austriaca (Crantz) Janchen), unter anderem mit weißlichen Blüten und nicht (immer?) bitter schmeckenden Pflanzenteilen. Sie kommt in Gesellschaften des Verbands Molinion, seltener auch des Verbands Caricion davallianae vor.[2]
- Polygala amarella subsp. amblyptera (Rchb.) Janchen. Sie kommt in Gesellschaften des Verbands Caricion davallianae vor.[2]
- Polygala amarella subsp. amarella: Sie kommt in Gesellschaften des Verbands Mesobromion vor.[2]

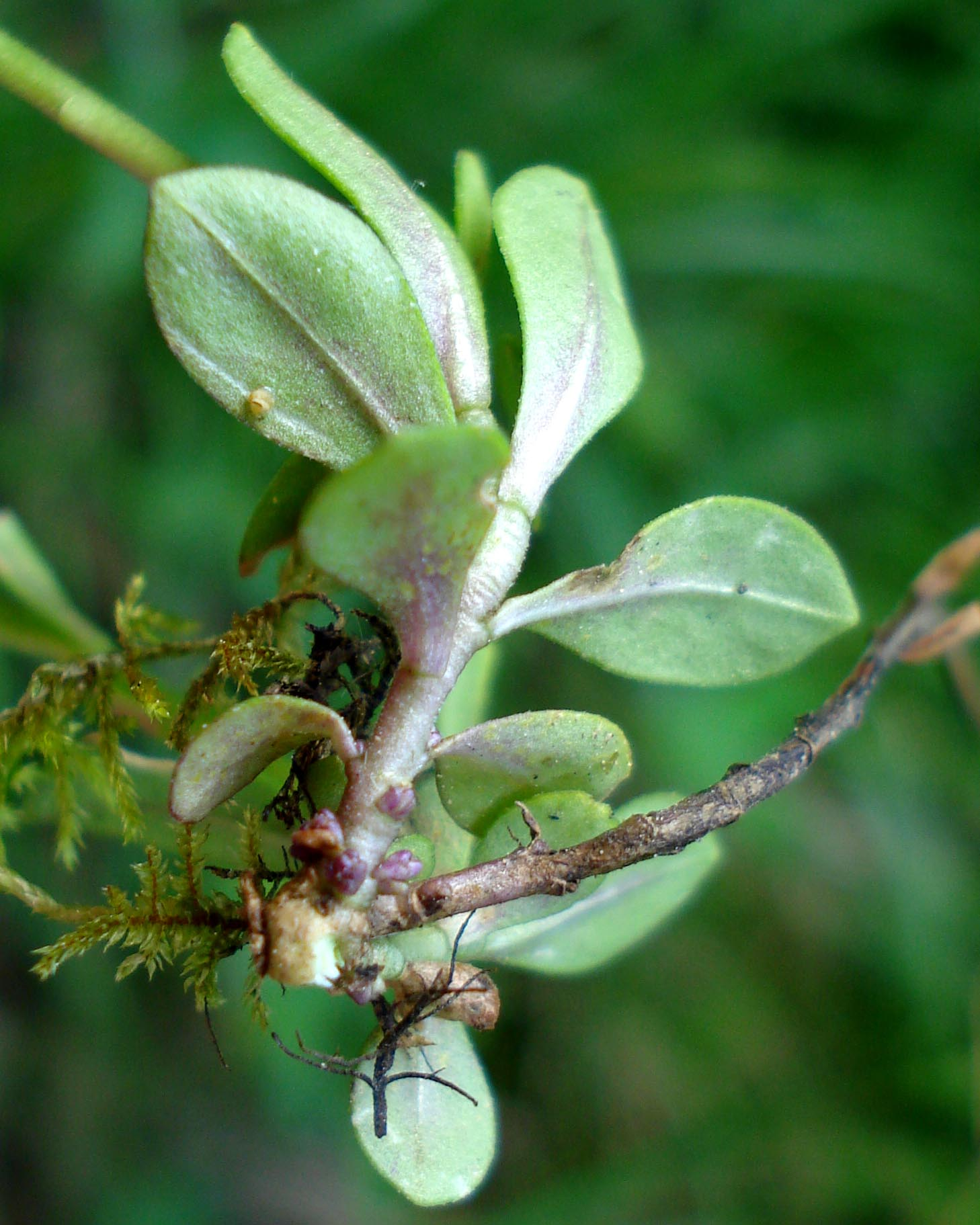
Grundblattrosette
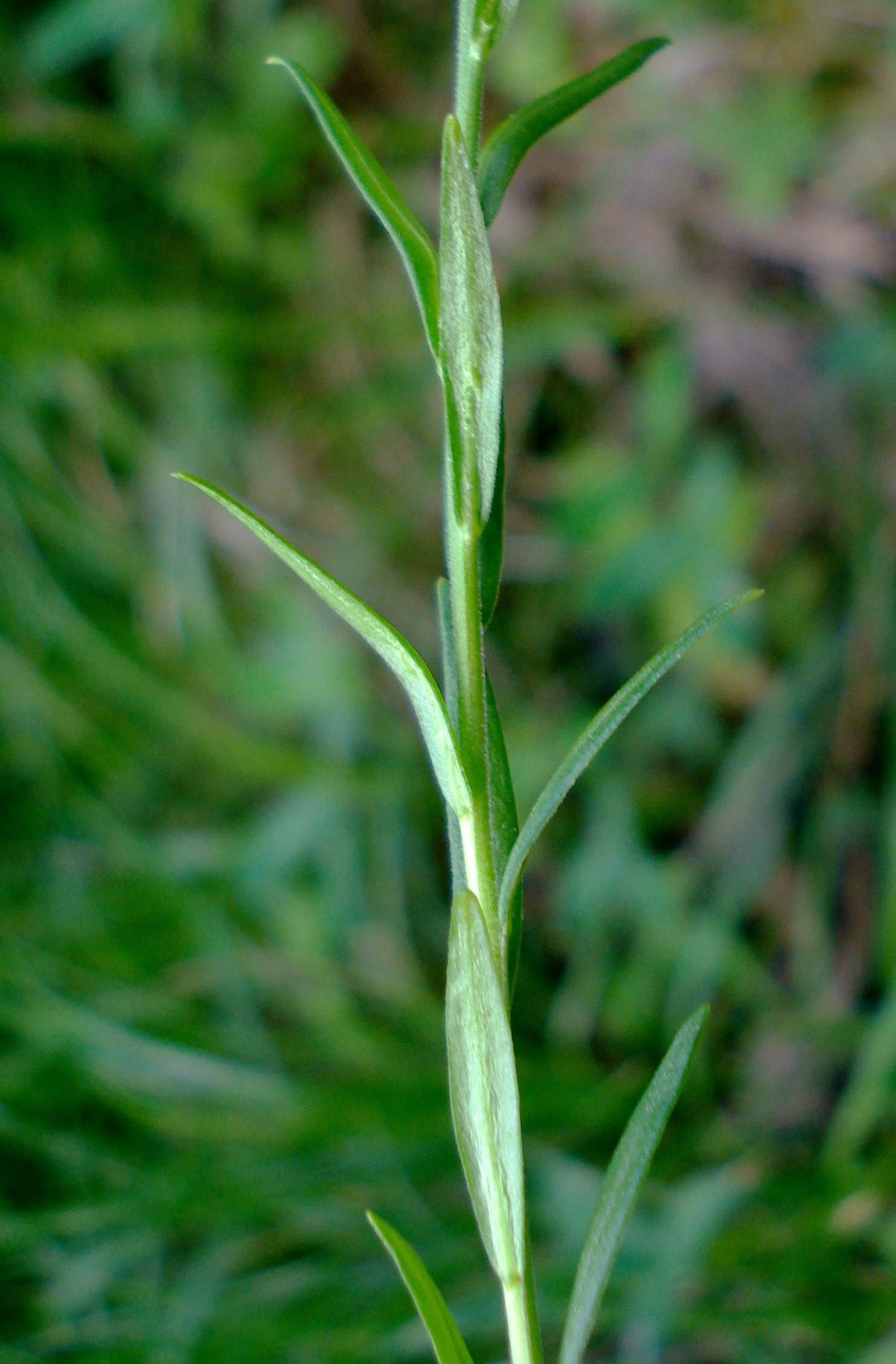
Stängelblätter